# Marco van der Hulst
Marco van der Hulst (Haarlem, 20 mei 1963) is een Nederlands voormalig beroepswielrenner. 

## Carrière
Marco van der Hulst begon zijn carrière als baanwielrenner. Hij werd in 1982 kampioen op de achtervolging bij de amateurs. Een jaar later werd hij wederom amateurkampioen, ditmaal op de derny. Daarnaast werd hij de op de weg kampioen op de ploegentijdrit, samen met Theo Smit, Co Moritz, Peter Pieters, Ron Snijders en Jan de Nijs. Verder won hij in dat jaar de Ronde van de Achterhoek.
Van der Hulst was voornamelijk meesterknecht van Jelle Nijdam en Mathieu Hermans, maar hij behaalde zelf ook overwinningen en ereplaatsen.
In 1984 behaalde hij twee derde plaatsen op het Nederlands kampioenschap baanwielrennen, op de 1 kilometer voor elite en op de puntenkoers voor amateurs. In 1985 won hij twee etappes in de Vierdaagse van Duinkerke. In 1986 won hij een etappe in de Ronde van Denemarken. Pas in 1990 behaalde hij weer een overwinning, een criterium in Landskrona (Zweden). Daarnaast won hij met zijn ploeg Buckler het ploegenklassement in de Ronde de l'Oise. Zijn laatste grote overwinning was de Stadsprijs Geraardsbergen in 1991.
Marco van der Hulst deed namens Nederland mee aan de Olympische Spelen van 1984 in Los Angeles, op de ploegenachtervolging. De Nederlandse ploeg bestond, naast Van der Hulst, uit Ralf Elshof, Rik Moorman en Jelle Nijdam. Ze eindigden als tiende.

## Overwinningen
1982
- Nederlands kampioen puntenkoers, Amateurs

1983
- Nederlands kampioen ploegentijdrit, Elite (met Theo Smit, Co Moritz, Peter Pieters, Ron Snijders en Jan de Nijs)
- Nederlands kampioen derny, Amateurs
- Ronde van de Achterhoek
- 1e etappe Tour du Hainaut Occidental (Amateurs)

1985
- 3e etappe Vierdaagse van Duinkerke
- 4e etappe Vierdaagse van Duinkerke
- 1e etappe Zes van Rijn en Gouwe

1986
- 6e etappe Ronde van Denemarken

1990
- Ploegenklassement Ronde de l'Oise (met Eric Vanderaerden en Gerrit Solleveld)
- Dr. Tistaertprijs
- Criterium van Landskrona

1991
- Stadsprijs Geraardsbergen
- Criterium van Helchteren
- Criterium van Zaandam

## Resultaten in voornaamste wedstrijden
|      | \| Jaar \| Parijs-Roubaix \| \| ---- \| -------------- \| \| 1987 \| 47e \| |
| Jaar | Parijs-Roubaix                                                              |
| 1987 | 47e                                                                         |